# 盛樂
盛樂或称盛乐古城，是拓跋鮮卑代時的北都。具体地址過往由於年代久远而无法确定，後经考古证明，位於今內蒙古自治区和林格爾縣之北的和林格尔土城子遗址，为盛乐城遗址。

## 典故
西漢時期時，盛樂位於定襄郡，東漢時則於雲中郡。曹魏時期，定襄郡、雲中郡被喬遷，盛樂被棄之荒外。
後來，拓跋鮮卑始祖拓跋力微進駐盛樂，並由拓跋猗盧建立代政權，以盛樂為北都。直至拓跋珪建國稱帝，改代為魏政權，遷城至位于今山西省大同市的平城，盛樂於是失去了都城的功用。
拓跋珪為推動盛樂的經濟發展，解散了以血緣為紐帶的部落，把牧民由各部酋長的私屬，統一成為北魏國的國民，使拓跋鮮卑族從部落制過渡為封建制。同時拓跋珪大力發展農業，使盛樂經濟繁榮，呈一時之盛。